# Coventry Holy Trinity Without
Coventry Holy Trinity Without var en civil parish från 1894 till 1928 då den blev en del av Coventry, i grevskapet Warwickshire (nu West Midlands), i England. Denna civil parish hade 2 937 invånare år 1921.